# 长头膜头鳕
长头膜头鳕（学名：Hymenocephalus longiceps）为輻鰭魚綱鱈形目鼠尾鳕科膜头鳕属的鱼类，俗名长须条鳕。分布于北达日本南部高知县及三重县、印度尼西亚的佛罗里斯海和菲律宾吕宋岛的东南部等海区以及台湾东北部、北部及西南部、香港到南海东部等，属于热带及附近水深195.7-545米海区的底层鱼类。该物种的模式产地在吕宋岛东南外海。

## 分布
本魚分布於印度西太平洋區，包括日本南部、台灣、中國南海、菲律賓等海域。

## 特徵
本魚體型呈延長狀，軀幹圓錐狀，頭稍平扁而長；頭骨較平滑不易碎。口很大，下位，頦部有一長鬚，齒錐狀，數列集合排成齒帶狀，腹鰭有一絲狀延長鰭條，體被櫛鱗，為六角形狀，上佈滿弱棘，並具若干輻射溝。發光器甚長，有2個晶體，一個在肛門前，另一在腹鰭之前，二者以一副管相連。體側下半部為銀白色，各鰭基底黑色。體長可達10多公分。

## 生態
本魚棲息在水深490~570公尺，和其他鼠尾鱈不同的是，它很少在泥沙底質上被發現，有群聚習性，成群快速游動覓食小型魚蝦。

## 經濟利用
多做為下雜魚，打碎後做為飼料。

## 外部連結
- 台灣魚類資料庫 （页面存档备份，存于）